# یوزف اشتراوس
یوزف اشتراوس (به آلمانی: Josef Strauss) (۲۰ اوت ۱۸۲۷ – ۲۲ ژوئیهٔ ۱۸۷۰) آهنگساز و رهبر ارکستر در دورهٔ رمانتیک اهل اتریش بود. او چندین والس تصنیف کرد.
یوزف اشتراوس پسرِ یوهان اشتراوس (پدر) و برادرِ یوهان اشتراوس (پسر) و ادوارد اشتراوس بود.